# Perosa Canavese
Pour les articles homonymes, voir Canavese.
Perosa Canavese (en français Pérouse-en-Canavais) est une commune italienne de la ville métropolitaine de Turin, dans la région Piémont.

## Histoire
Le village de Perosa Canavese naquit comme petit bourg adjacent au village de Moyrano, qui fut ensuite perdu à cause de la peste et des invasions des armées de passage.
L'histoire de Perosa fut étroitement liée, du XIe au XVIe siècle, aux événements des comtes de San Martino et de leur château et centre fortifié. Pour mieux comprendre les événements et l'importance stratégique et économique, il est important de souligner que, depuis l'époque romaine, une voie de communication importante entre Eporedia et Augusta Taurinorum passait par Perosa (via petrosa) ; cette route traversait les municipalités modernes de San Martino Canavese et Vialfrè.
Au XIIe siècle, Perosa était un fief des comtes de San Martino. En 1263, 54 hommes de Perosa et de Moyrano prêtèrent serment à la convention de Berrovieri ; ce nombre important de participants suggère que ces deux colonies étaient assez peuplées.
Entre 1200 et 1700, des hommes de Perosa et de Moyrano reçurent, aux fins d’investiture, de nombreux biens de l’église d’Ivrée.
Au XVIe siècle, pendant la guerre entre Français et Espagnols, Perosa subit des dégâts considérables, notamment à l'occasion des nombreux sièges du château du village de San Martino Canavese.
Vers la fin du XVIIIe siècle, une fonderie et un atelier de traitement du cuivre furent installés à Perosa ; le Ramera (actuellement Cascina Ramera) appartenait aux Perrone de San Martino. En 1800, lors de l'invasion des troupes de Napoléon, Perosa fut gravement endommagée et les archives municipales furent détruites.

## Administration
| Période                                  | Période  | Identité       | Étiquette                           | Qualité |
| ---------------------------------------- | -------- | -------------- | ----------------------------------- | ------- |
| avril 2008                               | En cours | Michele BORGIA | lista civica Uniti per la Rinascita |         |
| Les données manquantes sont à compléter. |          |                |                                     |         |

### Communes limitrophes
Pavone Canavese, Romano Canavese, San Martino Canavese, Scarmagno.